# Inocellia rossica
Inocellia rossica is een kameelhalsvliegensoort uit de familie van de Inocelliidae. De soort komt voor in Rusland.
Inocellia rossica werd voor het eerst wetenschappelijk beschreven door Navás in 1916.